# Nomenclatura di Flamsteed

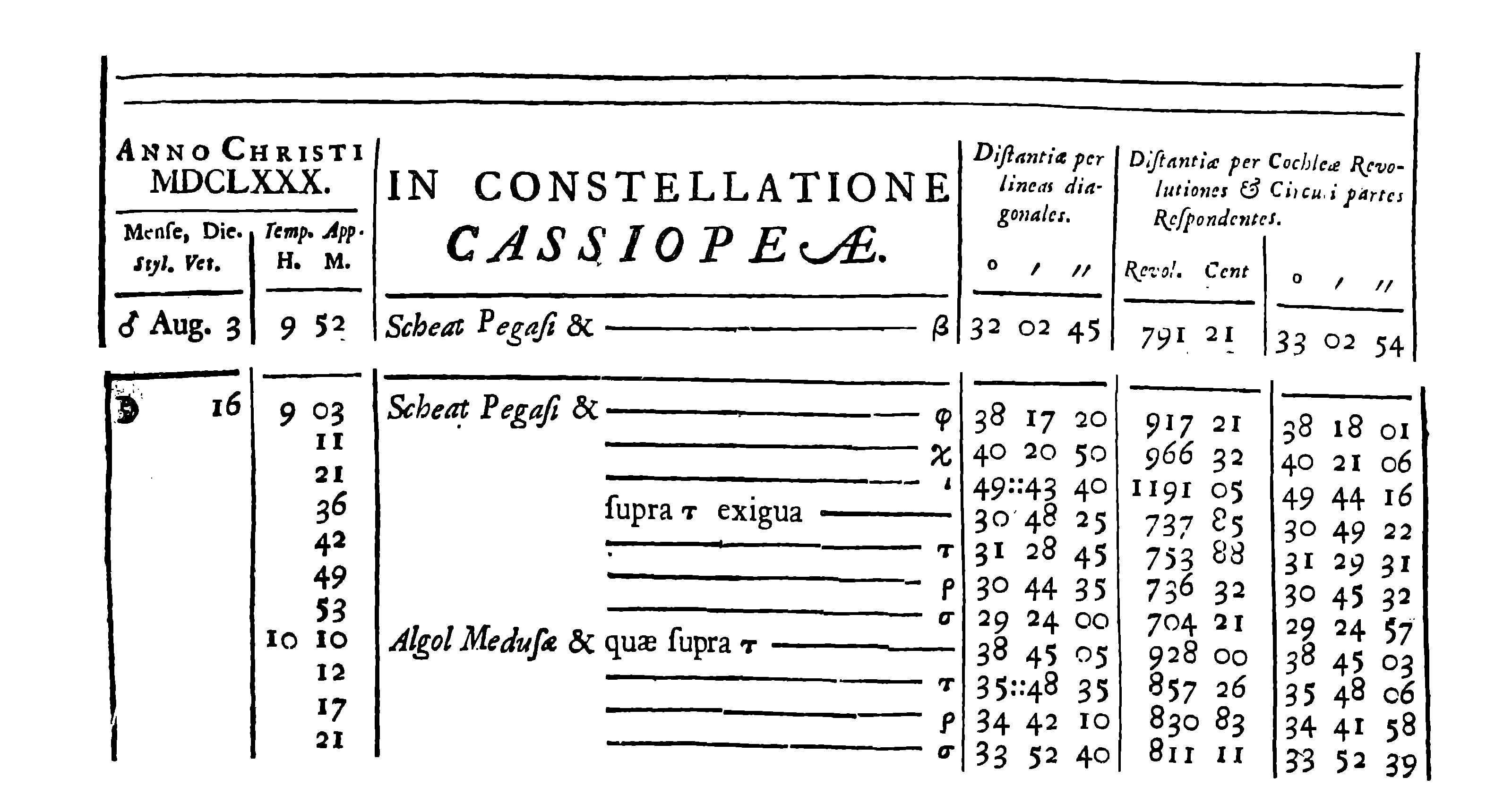
Pagina dellHistoria coelestis Britannica di John Flamsteed, con le osservazioni su "3 Cas".

La nomenclatura di Flamsteed è un sistema per assegnare nomi alle stelle simile alla nomenclatura di Bayer, ma che usa numeri invece delle lettere greche. A ogni stella è assegnato un numero, più il genitivo del nome latino della costellazione in cui si trova. Per ogni costellazione il conto ricomincia da 1.
In totale sono state classificate 2 554 stelle appartenenti a 52 diverse costellazioni.

## Struttura
I numeri furono originariamente assegnati alle stelle in base alla loro posizione (in ordine crescente di ascensione retta in ogni costellazione), ma a causa degli effetti della precessione e dei moti propri stellari, sono oggi nell'ordine sbagliato in alcuni punti.
Questo metodo di assegnare nomi alle stelle apparve per la prima volta in una versione preliminare del lavoro di John Flamsteed Historia coelestis Britannica, che fu pubblicato nel 1712 da Edmond Halley senza l'approvazione di Flamsteed. La versione definitiva del catalogo di Flamsteed fu pubblicata nel 1725 dopo la morte dell'autore e non riportava alcuna numerazione nelle designazioni.
La nomenclatura divenne popolare durante il XVIII secolo, ed è oggi ampiamente usata per le stelle che non hanno un nome di Bayer, che è altrimenti il catalogo di riferimento. Esempi di stelle conosciute per le quali si usa generalmente la denominazione di Flamsteed sono 51 Pegasi (vedi pianeta extrasolare) e 61 Cygni (vedi Parallasse). Nei casi in cui la classificazione di Bayer risulta più complessa, come per "Rho-1 Cancri", si preferisce usare la denominazione Flamsteed, 55 Cancri.
Ci sono esempi di stelle con nomi di Flamsteed che non si trovano nelle costellazioni in cui sono inserite, esattamente come per alcune stelle classificate da Bayer, perché i moderni confini delle costellazioni sono stati tracciati in modo diverso da come erano indicati ai suoi tempi.
Il catalogo di Flamsteed copre solo le stelle visibili a quel tempo dalla Gran Bretagna, e quindi le stelle che si trovano nelle costellazioni molto meridionali dell'emisfero australe, non compaiono nel catalogo. Per queste fu stilato nel 1879 da Benjamin Gould il catalogo chiamato Uranometria Argentina, che conteneva 50.000 stelle, e in cui il numero della stella dovrebbe essere seguito da una "G." per differenziarlo dal riferimento di Flamsteed. Così ad esempio 82 Eridani dovrebbe propriamente essere indicata come 82 G. Eridani. La designazione di Gould è comunque poco utilizzata.

## Imprecisioni
Il catalogo di Flamsteed contiene anche alcuni errori; nel 1690 Flamsteed osservò Urano senza però riconoscerlo e lo incluse nel suo catalogo come "34 Tauri". Oggi naturalmente questo numero di stella non è incluso in alcun moderno catalogo. Anche "3 Cas", identificata nella costellazione di Cassiopea, è probabilmente il frutto di un errore di identificazione della posizione, ma potrebbe anche trattarsi della prima rilevazione della supernova Cassiopea A, come sembrano indicare le moderne analisi con i radiotelescopi.
Inoltre, in seguito alla rigorosa definizione dei confini delle costellazioni operata dall'Unione Astronomica Internazionale nel 1922, alcune stelle presentano una denominazione secondo la nomenclatura di Flamsteed nella quale il genitivo non corrisponde più alla costellazione nella quale sono oggi incluse.